# Sergi Martín
Sergi Martín Hernández, né le 8 juillet 1974 à Barcelone, est un joueur espagnol de volley-ball et de beach-volley.